# Saint-Pierre-Eynac
Saint-Pierre-Eynac est une commune française située dans le département de la Haute-Loire en région Auvergne-Rhône-Alpes.

## Géographie
Le lieu comportait jusqu'à la Révolution une tour féodale, dont il ne reste plus de traces aujourd’hui.

### Localisation
La commune de Saint-Pierre-Eynac se trouve dans le département de la Haute-Loire, en région Auvergne-Rhône-Alpes.
Elle se situe à 16 km par la route du Puy-en-Velay, préfecture du département, et à 3 km de Saint-Julien-Chapteuil, bureau centralisateur du canton d'Emblavez-et-Meygal dont dépend la commune depuis 2015 pour les élections départementales.
Les communes les plus proches sont : 
Saint-Julien-Chapteuil (2,5 km), Saint-Hostien (3,0 km), Saint-Étienne-Lardeyrol (3,8 km), Blavozy (4,5 km), Saint-Germain-Laprade (5,2 km), Lantriac (5,6 km), Queyrières (5,8 km), Le Pertuis (5,9 km).
| Saint-Etienne-Lardeyrol | Saint-Hostien      | Queyrières             |
| Blavozy                 | Saint-Pierre-Eynac |                        |
| Saint-Germain-Laprade   | Lantriac           | Saint-Julien-Chapteuil |

### Climat
Pour des articles plus généraux, voir Climat d'Auvergne-Rhône-Alpes et Climat de la Haute-Loire.
En 2010, le climat de la commune est de type climat océanique altéré, selon une étude du Centre national de la recherche scientifique s'appuyant sur une série de données couvrant la période 1971-2000. En 2020, Météo-France publie une typologie des climats de la France métropolitaine dans laquelle la commune est exposée à un climat de montagne ou de marges de montagne et est dans la région climatique Sud-est du Massif Central, caractérisée par une pluviométrie annuelle de 1 000 à 1 500 mm, minimale en été, maximale en automne.
Pour la période 1971-2000, la température annuelle moyenne est de 8,8 °C, avec une amplitude thermique annuelle de 16,2 °C. Le cumul annuel moyen de précipitations est de 944 mm, avec 9,5 jours de précipitations en janvier et 6,7 jours en juillet. Pour la période 1991-2020, la température moyenne annuelle observée sur la station météorologique de Météo-France la plus proche, « Le Pertuis_sapc », sur la commune du Pertuis à 6 km à vol d'oiseau, est de 8,7 °C et le cumul annuel moyen de précipitations est de 918,7 mm,. Pour l'avenir, les paramètres climatiques de la commune estimés pour 2050 selon différents scénarios d'émission de gaz à effet de serre sont consultables sur un site dédié publié par Météo-France en novembre 2022.

## Urbanisme

### Typologie
Au 1er janvier 2024, Saint-Pierre-Eynac est catégorisée commune rurale à habitat dispersé, selon la nouvelle grille communale de densité à sept niveaux définie par l'Insee en 2022.
Elle est située hors unité urbaine. Par ailleurs la commune fait partie de l'aire d'attraction du Puy-en-Velay, dont elle est une commune de la couronne,. Cette aire, qui regroupe 59 communes, est catégorisée dans les aires de 50 000 à moins de 200 000 habitants,.

### Occupation des sols
L'occupation des sols de la commune, telle qu'elle ressort de la base de données européenne d’occupation biophysique des sols Corine Land Cover (CLC), est marquée par l'importance des territoires agricoles (61,4 % en 2018), une proportion sensiblement équivalente à celle de 1990 (61,9 %). La répartition détaillée en 2018 est la suivante : 
forêts (37,9 %), prairies (31,3 %), zones agricoles hétérogènes (30,1 %), zones urbanisées (0,7 %). L'évolution de l’occupation des sols de la commune et de ses infrastructures peut être observée sur les différentes représentations cartographiques du territoire : la carte de Cassini (XVIIIe siècle), la carte d'état-major (1820-1866) et les cartes ou photos aériennes de l'IGN pour la période actuelle (1950 à aujourd'hui).

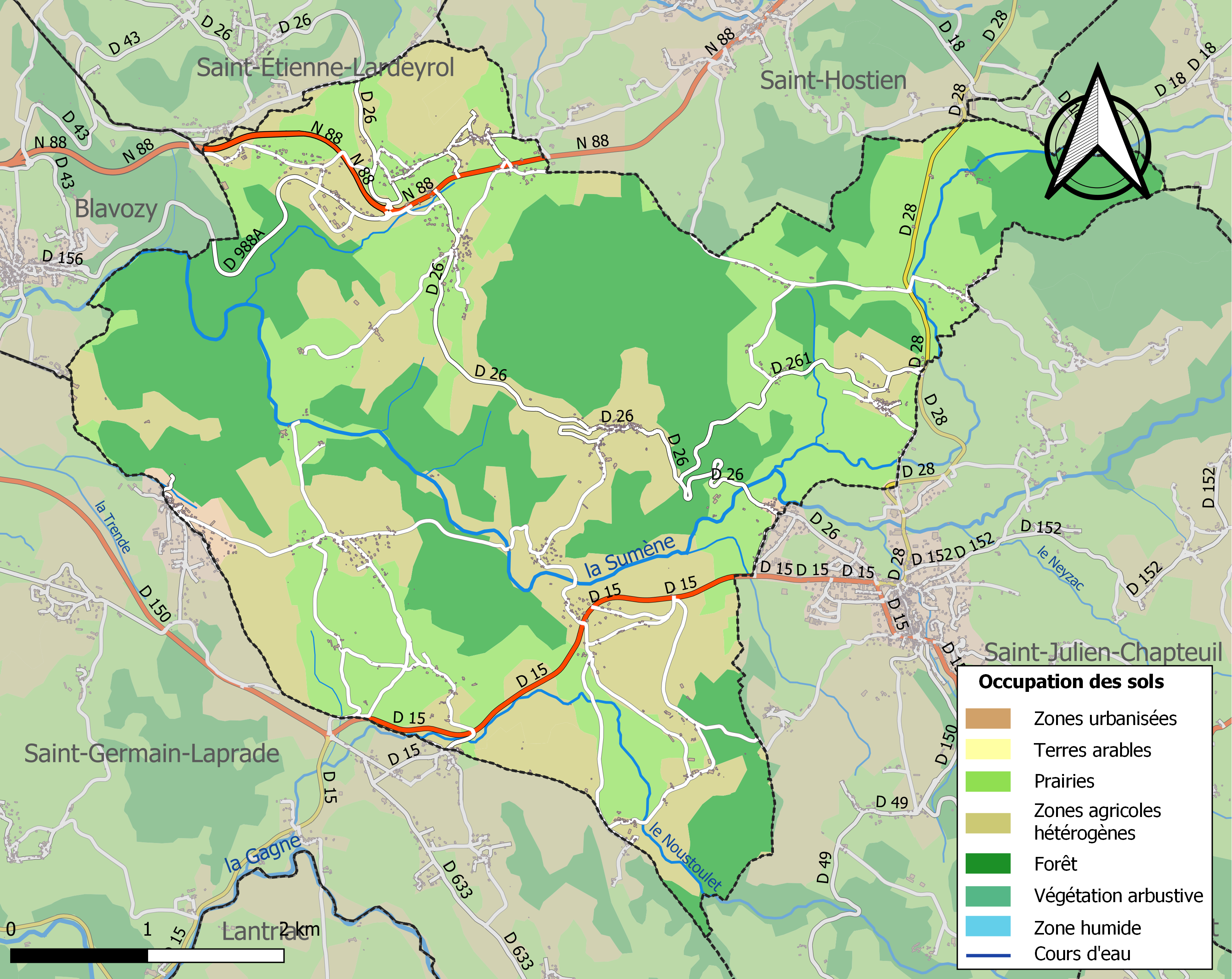
Carte des infrastructures et de l'occupation des sols de la commune en 2018 (CLC).

### Lieux-dits, hameaux
Château de Lardeyrol, La Bruge, La Conche, Lachamp, La Croix Notre Dame, La Fontaine, La Garde, La Méduse, La Mouleyre, La Paravent, La Peyreyre, La Peyreyre Nord, La Peyreyre Sud, La Portale, La Pouade, La Sagne, La Vigne, La Vizade, Le Bourg, Le Collet, Le Collet Est, Le Collet Ouest, Le Coudert, Le Crouzet, Le Garay, Eynac, Le Moulin d'Eynac, Le Rivet, Monnac, Les Bastides, Les Chaumes, Les Sauces, Marnhac, Noustoulet, Rabuzac, Sumène (du nom de la rivière éponyme), Vio de Chapteuil.
Les lieux-dits  Noustoulet (à proximité d'une ancienne voie romaine) et Marnhac sont partagés avec la commune de Saint-Germain-Laprade.
Le lieu-dit Sumène est partagé avec le chef-lieu du canton Saint-Julien-Chapteuil.

### Habitat et logement
En 2018, le nombre total de logements dans la commune était de 621, alors qu'il était de 577 en 2013 et de 524 en 2008.
Parmi ces logements, 77,9 % étaient des résidences principales, 15,1 % des résidences secondaires et 6,9 % des logements vacants. Ces logements étaient pour 96,8 % d'entre eux des maisons individuelles et pour 3,2 % des appartements.
Le tableau ci-dessous présente la typologie des logements à Saint-Pierre-Eynac en 2018 en comparaison avec celle de la Haute-Loire et de la France entière. Une caractéristique marquante du parc de logements est ainsi une proportion de résidences secondaires et logements occasionnels (15,1 %) inférieure à celle du département (16,1 %) mais supérieure à celle de la France entière (9,7 %). Concernant le statut d'occupation de ces logements, 81 % des habitants de la commune sont propriétaires de leur logement (80,4 % en 2013), contre 70 % pour la Haute-Loire et 57,5 pour la France entière.
| Typologie                                               | Saint-Pierre-Eynac | Haute-Loire | France entière |
| ------------------------------------------------------- | ------------------ | ----------- | -------------- |
| Résidences principales (en %)                           | 77,9               | 71,5        | 82,1           |
| Résidences secondaires et logements occasionnels (en %) | 15,1               | 16,1        | 9,7            |
| Logements vacants (en %)                                | 6,9                | 12,4        | 8,2            |

## Toponymie
Le nom en occitan du village est Sant Pèire en hommage à l'apôtre Pierre. Eynac ou Aenac pourrait venir du nom Aenus, Romain, qui aurait donné son nom à un domaine situé au lieu-dit Eynac, à quelques kilomètres du bourg du village. 
Durant les XIIe et XIIIe siècles, sont attestées l'orthographe Aienac en 1160, puis Ainac en 1173, Ainiacum en 1181, Catellum de Aenac et Castrum de Aynaco en 1248 et Einac en 1256.
Au XIVe et XVIe siècles apparait la dénomination : Capella castri de Aynaco ad honorem B. Giraudi en 1359  par les Cordeliers du Puy et Castrum de Aignaco en 1408.
Plus tardivement au XVIe siècle, les Archives nationales mentionnent en 1516 la Capella S. Gerauldi extra castrum d'Eynaco (littéralement la « Chapelle Saint-Gérald à l'extérieur du château d'Eynac »), et Savin : Le lieu d'Eynac en 1542.
Lors de la création des communes Eynac a été une commune à part entière pour finalement être rattachée à la commune de Montplot entre 1790 et 1794 devenu ensuite Saint-Pierre-Eynac.

## Histoire

### Préhistoire et Antiquité
Des fouilles effectuées en 1966 dans la Grotte de Peylenc attestent une occupation du site au magdalénien final. Cependant, il semble que la caverne ne fut qu'un refuge hivernal pour des groupes humains en déplacement au cours de la belle saison.
Il n'existe pas de preuves d'installations permanentes Vellauni ou gallo-romaine importantes sur le territoire de l'actuelle commune. Cependant, le suffixe des noms de lieux en « -ac » peuvent être une déformation du « -us » romain. Eynac (du nom de famille romain « Aenus »), Marnhac, Monnac... peuvent être une évolution du nom de leurs propriétaires antiques[réf. nécessaire].
Il existe les vestiges d'une  voie romaine au lieu-dit Noustoulet, qui devait  aller jusqu'à Annonay.
Des pièces datant de la fin du Ve siècle furent découvertes au château de Lardeyrol en 1884. Elles sont à l'effigie de l'empereur byzantin Anastase Ier. Cette monnaie   appelée Triens fut réutilisée en grand nombre par les Wisigoths, et ne paraît pas inhabituelle dans la région, qui fut sous influence wisigothique après la chute de l'Empire romain d'Occident.

### Moyen Âge
Les importantes réformes administratives entreprises sous le règne de Charlemagne fondent la Viguerie de Chapteuil (« Vicaria Capitolio » ou « Vicaria Castro Capitoliensis »), englobant le lieu-dit Le Ponteil, situé aujourd'hui sur la commune.
En cette époque carolingienne, six "villas" sont implantées sur le territoire de l'actuelle municipalité, et semblent être à l'origine des hameaux de Marnhac, Eynac, Monac, Marcilhac. Vers 850 existent trois paroisses : Eynac, Lardeyrol, Bonneville.
Un prieuré est fondé le 1er mars 1070 dans l'église Saint-Pierre d'Eynac, et  desservi par des religieux de La Chaise-Dieu à la demande de Dragumet de Chapteuil, seigneur d'Eynac.
La seigneurie de Lardeyrol passe tour à tour sous le contrôle de différents seigneurs du Velay, parmi lesquels les Chapteuil et les Polignac; il en est de même de la seigneurie d’Eynac et de Bonneville, qui toutes s'articulent à cette époque autour de différents châteaux d'importances variables : le château de Lardeyrol, dont il ne subsiste qu'une tour en partie effondrée, est construit vers 1021 / 1028 et contrôle le col du Pertuis, passage important vers le Forez  et le Lyonnais. Le château d'Eynac est placé sur un des chemins du  pèlerinage de Saint-Jacques de Compostelle. Le château de Bonneville, remanié  maintes fois mais plus  particulièrement à la Renaissance, est le seul qui demeure aujourd'hui relativement bien conservé.
À partir de 1443, Saint-Pierre (Sent Peire en occitan) dépend comme tout le Velay du Parlement de Toulouse. Le bourg se situe à l'extrême Nord du Languedoc.

### Depuis la Révolution
La viguerie de Chapteuil est supprimée à la Révolution. Saint-Pierre est renommée Montplo, du nom d'un massif forestier qui surplombe le bourg, suivant ainsi le procédé de déchristianisation forcé des villages et villes de France ayant un nom à consonance religieuse. En 1793 le bourg retrouve son ancien nom, et en 1801 Eynac lui est ajouté après la fusion avec cette autre commune.
Les autorités révolutionnaires décident entre autres la déportation systématique des prêtres réfractaires. Saint-Pierre-Eynac n'est pas une commune épargnée par la Terreur : Jacques Barriol, âgé de 39 ans, et son frère Jean, âgé de 31 ans, tous deux prêtres sociétaires ainsi que l’ancien vicaire général de Nantes, Claude-Magdeleine de Chapteuil de Bonneville, âgé de 38 ans, sont tués par leurs gardes dans des circonstances troubles sur le trajet qui les conduit au Puy, précisément au lieu-dit La Vigne. Une stèle commémore la mort de ces ecclésiastiques qui devaient être déportés en Guyane.
Cinquante-quatre enfants de la municipalité sont tombés au champ d'honneur lors de la Première Guerre mondiale.

## Politique et administration

### Découpage territorial
La commune de Saint-Pierre-Eynac est membre de la communauté de communes Mézenc-Loire-Meygal, un établissement public de coopération intercommunale (EPCI) à fiscalité propre créé le 27 décembre 2016 dont le siège est à Saint-Julien-Chapteuil. Ce dernier est par ailleurs membre d'autres groupements intercommunaux.
Sur le plan administratif, elle est rattachée à l'arrondissement du Puy-en-Velay, au département de la Haute-Loire, en tant que circonscription administrative de l'État, et à la région Auvergne-Rhône-Alpes.
Sur le plan électoral, elle dépend du canton d'Emblavez-et-Meygal pour l'élection des conseillers départementaux, depuis le redécoupage cantonal de 2014 entré en vigueur en 2015, et de la première circonscription de la Haute-Loire   pour les élections législatives, depuis le redécoupage électoral de 1986.

### Liste des maires
| Période                                  | Période   | Identité                     | Étiquette     | Qualité |
| ---------------------------------------- | --------- | ---------------------------- | ------------- | --- |
| Les données manquantes sont à compléter. |           |                              |               | |
| 1790                                     | 1792      | Jacques, Antoine Boulindreau |               | |
| 1792                                     | 1794      | Vital Charbonel              |               | |
| 1794                                     | 1796      | Jean, Antoine Faure          |               | |
| 1796                                     | 1797      | Jean-Jacques Simon           |               | |
| 1797                                     | 1800      | Louis Chapuis                |               | |
| 1800                                     | 1801      | Jean-Antoine Faure           |               | |
| 1801                                     | 1813      | Jean-Pierre Jamon            |               | |
| 1813                                     | 1815      | Jean Mathieu                 |               | |
| 1815                                     | 1816      | Augustin Gouy                |               | |
| 1816                                     | 1840      | Louis, Joseph Croze          |               | |
| 1840                                     | 1863      | Aimable, Hyppolite Croze     |               | |
| 1863                                     | 1884      | Jean-Pierre Badiou           |               | |
| 1884                                     | 1888      | Louis, Henri Gouy            |               | |
| 1888                                     | 1892      | Jean, Etienne Nicolas        |               | |
| 1908                                     | 1919      | Jean-Pierre Chapon           |               | |
| 1919                                     | 1927      | Joseph Chapuis               |               | |
| 1927                                     | 1929      | Jules Simon                  |               | |
| 1929                                     | 1942      | Pierre Lhoste                |               | |
| 1942                                     | 1944      | Mallet Albert                |               | |
| 1944                                     | 1953 ?    | Pierre Lhoste                |               | |
| 1953 ?                                   | 1956      | Louis Morel                  |               | |
| 1956                                     | 1963      | Julien Michel                |               | |
| 1963                                     | 1977      | Pierre Chouvet               |               | |
| mars 1977                                | mars 2001 | Jean-Paul Chalendard         | SE            | |

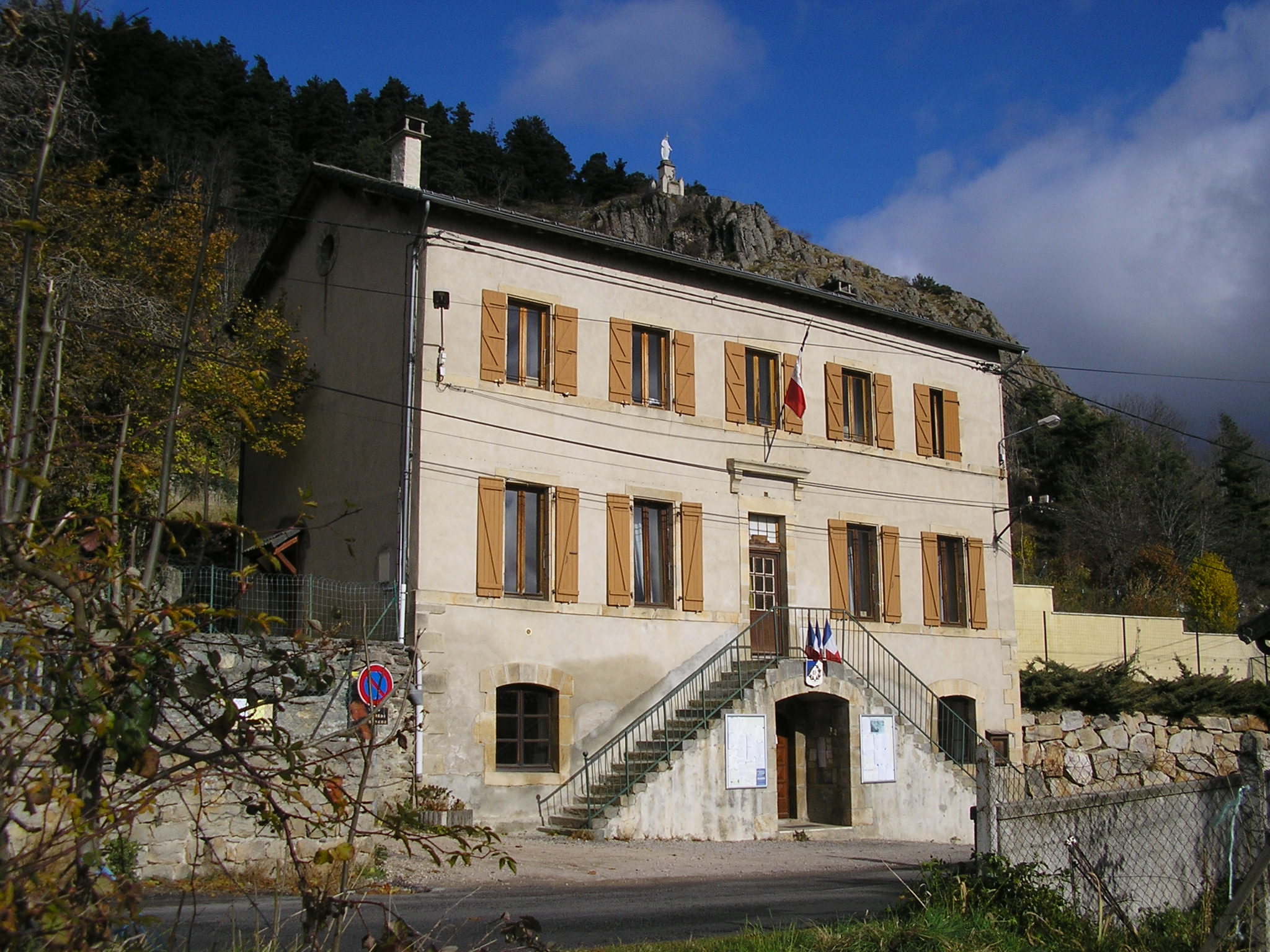
Le bâtiment de la mairie en 2011

| mars 2001                                | En cours  | Raymond Abrial               | Divers gauche | Conseiller général du canton de Saint-Julien-Chapteuil (2011-2015), Puis conseiller départemental du canton d'Emblavez-et-Meygal depuis 2015 |

Il semblerait que certaines dates soient erronées, un « ? » signale un doute sur l'exactitude de la date.

## Population et société

### Démographie
Les habitants de la commune n'ont pas officiellement de termes pour être désigné. En se basant sur les communes ayant pour nom "Saint-Pierre". Le gentilé utilisé est Pétro en suffixe ou en préfixe. Pour Eynac le terme "Eynadois" semble le plus probable. Le gentilé pour Saint-Pierre-Eynac pouvant donc être légitimement Pétroeynadois ou Pétroeynadoise au féminin.

#### Évolution démographique
L'évolution du nombre d'habitants est connue à travers les recensements de la population effectués dans la commune depuis 1793. Pour les communes de moins de 10 000 habitants, une enquête de recensement portant sur toute la population est réalisée tous les cinq ans, les populations de référence des années intermédiaires étant quant à elles estimées par interpolation ou extrapolation. Pour la commune, le premier recensement exhaustif entrant dans le cadre du nouveau dispositif a été réalisé en 2008.

En 2022, la commune comptait 1 250 habitants, en évolution de +11,11 % par rapport à 2016 (Haute-Loire : +0,36 %, France hors Mayotte : +2,11 %).
| 1793  | 1800  | 1806  | 1821  | 1831  | 1836  | 1841  | 1846  | 1851  |
| ----- | ----- | ----- | ----- | ----- | ----- | ----- | ----- | ----- |
| 1 444 | 1 076 | 1 444 | 1 600 | 1 655 | 1 682 | 1 636 | 1 754 | 1 416 |

| 1856  | 1861  | 1866  | 1872  | 1876  | 1881  | 1886  | 1891  | 1896  |
| ----- | ----- | ----- | ----- | ----- | ----- | ----- | ----- | ----- |
| 1 363 | 1 426 | 1 609 | 1 601 | 1 588 | 1 643 | 1 650 | 1 655 | 1 699 |

| 1901  | 1906  | 1911  | 1921  | 1926  | 1931  | 1936  | 1946 | 1954 |
| ----- | ----- | ----- | ----- | ----- | ----- | ----- | ---- | ---- |
| 1 675 | 1 630 | 1 571 | 1 328 | 1 322 | 1 104 | 1 023 | 904  | 734  |

| 1962 | 1968 | 1975 | 1982 | 1990 | 1999 | 2006 | 2008  | 2013  |
| ---- | ---- | ---- | ---- | ---- | ---- | ---- | ----- | ----- |
| 667  | 636  | 618  | 664  | 775  | 847  | 968  | 1 003 | 1 083 |

| 2018  | 2022  | - | - | - | - | - | - | - |
| ----- | ----- | - | - | - | - | - | - | - |
| 1 168 | 1 250 | - | - | - | - | - | - | - |

#### Pyramide des âges
La population de la commune est relativement jeune.
En 2018, le taux de personnes d'un âge inférieur à 30 ans s'élève à 35,8 %, soit au-dessus de la moyenne départementale (31 %). À l'inverse, le taux de personnes d'âge supérieur à 60 ans est de 20,6 % la même année, alors qu'il est de 31,1 % au niveau départemental.
En 2018, la commune comptait 616 hommes pour 552 femmes, soit un taux de 52,74 % d'hommes, largement supérieur au taux départemental (49,13 %).
Les pyramides des âges de la commune et du département s'établissent comme suit.
| Hommes | Classe d’âge | Femmes |
| ------ | ------------ | ------ |
| 0,2    | 90 ou +      | 0,5    |
| 5,0    | 75-89 ans    | 5,4    |
| 14,4   | 60-74 ans    | 15,6   |
| 22,4   | 45-59 ans    | 19,7   |
| 20,3   | 30-44 ans    | 24,8   |
| 14,9   | 15-29 ans    | 14,5   |
| 22,7   | 0-14 ans     | 19,4   |

| Hommes | Classe d’âge | Femmes |
| ------ | ------------ | ------ |
| 0,9    | 90 ou +      | 2,5    |
| 8,4    | 75-89 ans    | 11,7   |
| 20,4   | 60-74 ans    | 20,5   |
| 21,3   | 45-59 ans    | 20,3   |
| 16,8   | 30-44 ans    | 16,3   |
| 15,2   | 15-29 ans    | 13,2   |
| 17     | 0-14 ans     | 15,6   |

### Manifestations culturelles et festivités
La commune connaît depuis quelques années la présence d'un festival qui se déroule en bordure de la rivière la Sumène amenant plusieurs milliers de personnes lors de son déroulement en 2011. Le festival Godivouac propose un marché de produits du terroir ainsi que des concerts durant deux soirées en mai.
La Course des Côtes de Sumène est une course de voitures qui se déroule sur la Commune chaque année. Le 30 juin et le 1er juillet 2012 a eu lieu la 12e Édition.
La Traversée des Sucs est une rando de VTT qui a été organisée pour la première fois en 1990 qui a lieu chaque année le troisième dimanche de septembre.

## Économie
La commune bénéficie au nord-ouest du passage de la N88 (Lyon-Toulouse via Saint-Étienne) doublé en 2X2 voies jusqu'au lieu-dit Lachamp lorsqu'elle vient du Puy-en-Velay. Cela permet à la majeure partie de la population de travailler en dehors de la commune. Saint-Pierre-Eynac peut ainsi se targuer d'être une commune offrant un cadre rural mais à proximité de la Communauté d'Agglomération du Puy-en-Velay et ses 60 000 habitants. L’aménagement de cet axe routier en voie rapide met le bourg du village à moins d'une vingtaine de minutes du Puy-en-Velay et à moins d'une heure de Saint-Étienne. La commune se situe à 10 minutes de la ZI Laprade, sur les communes de Saint-Germain-Laprade et Blavozy, pourvoyeuse importante d'emplois.
À Lachamp à proximité de la N88, se concentre une part non négligeable de l'activité de la commune, sur une zone artisanale mise en place par la communauté de communes Mézenc-Loire-Meygal dont Saint-Pierre-Eynac dépend. Cette zone est un axe majeur du développement de la commune et à proximité se multiplient les constructions immobilières attirées par la desserte offerte via la voie rapide.

### Revenus
En 2018, la commune compte 485 ménages fiscaux, regroupant 1 189 personnes. La médiane du revenu disponible par unité de consommation est de 22 790 € (20 800 € dans le département).

### Emploi
| Division       | 2008  | 2013  | 2018  |
| -------------- | ----- | ----- | ----- |
| Commune        | 3,6 % | 6,2 % | 6,4 % |
| Département    | 6,3 % | 7,7 % | 7,7 % |
| France entière | 8,3 % | 10 %  | 10 %  |

En 2018, la population âgée de 15 à 64 ans s'élève à 755 personnes, parmi lesquelles on compte 82,3 % d'actifs (75,9 % ayant un emploi et 6,4 % de chômeurs) et 17,7 % d'inactifs,. Depuis 2008, le taux de chômage communal (au sens du recensement) des 15-64 ans est inférieur à celui de la France et du département.
La commune fait partie de la couronne de l'aire d'attraction du Puy-en-Velay, du fait qu'au moins 15 % des actifs travaillent dans le pôle,. Elle compte 205 emplois en 2018, contre 128 en 2013 et 118 en 2008. Le nombre d'actifs ayant un emploi résidant dans la commune est de 574, soit un indicateur de concentration d'emploi de 35,7 % et un taux d'activité parmi les 15 ans ou plus de 67,5 %.
Sur ces 574 actifs de 15 ans ou plus ayant un emploi, 74 travaillent dans la commune, soit 13 % des habitants. Pour se rendre au travail, 93,6 % des habitants utilisent un véhicule personnel ou de fonction à quatre roues, 1,7 % s'y rendent en deux-roues, à vélo ou à pied et 4,7 % n'ont pas besoin de transport (travail au domicile).

## Culture locale et patrimoine

### Lieux et monuments

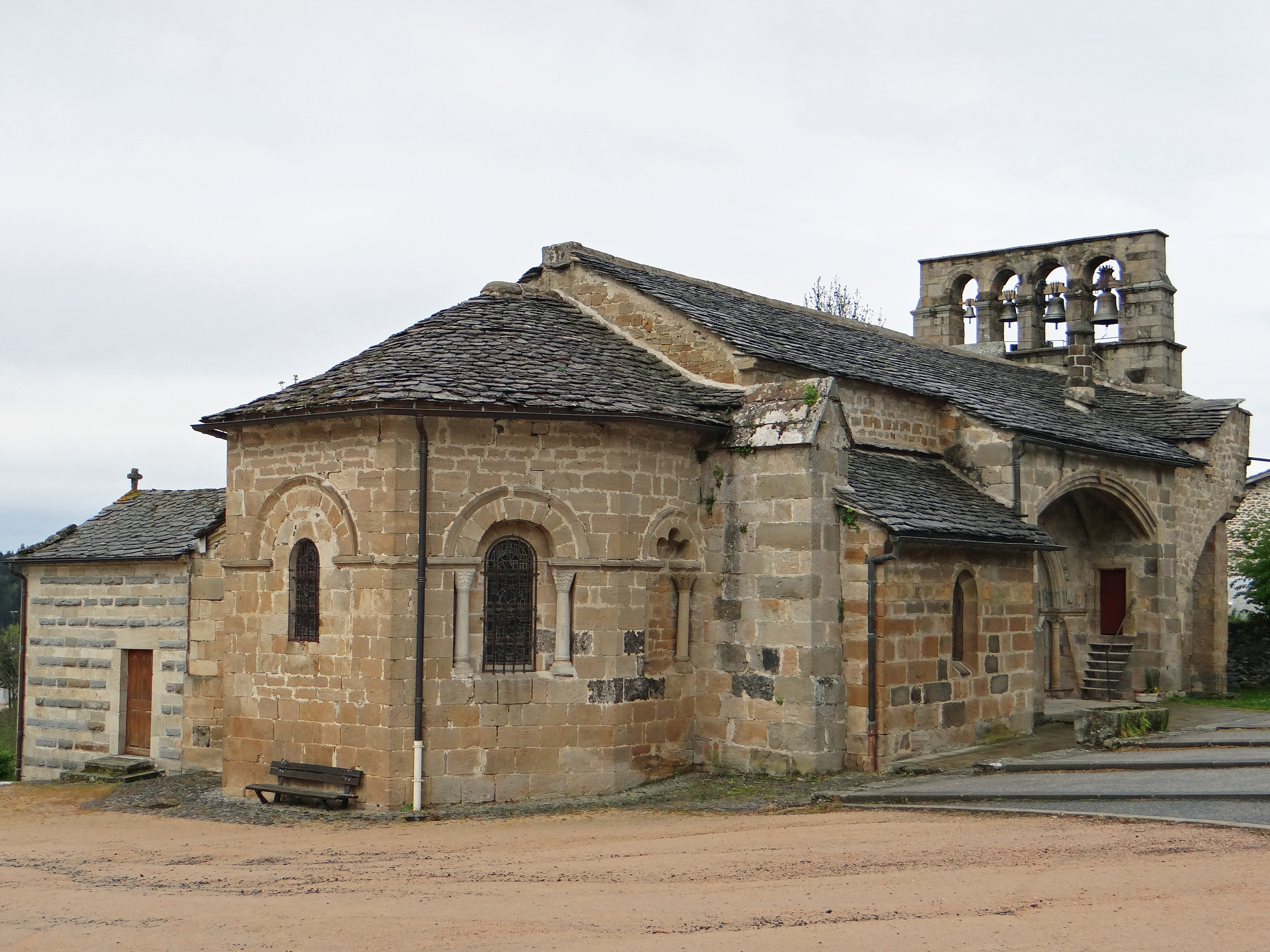
Église Saint-Pierre
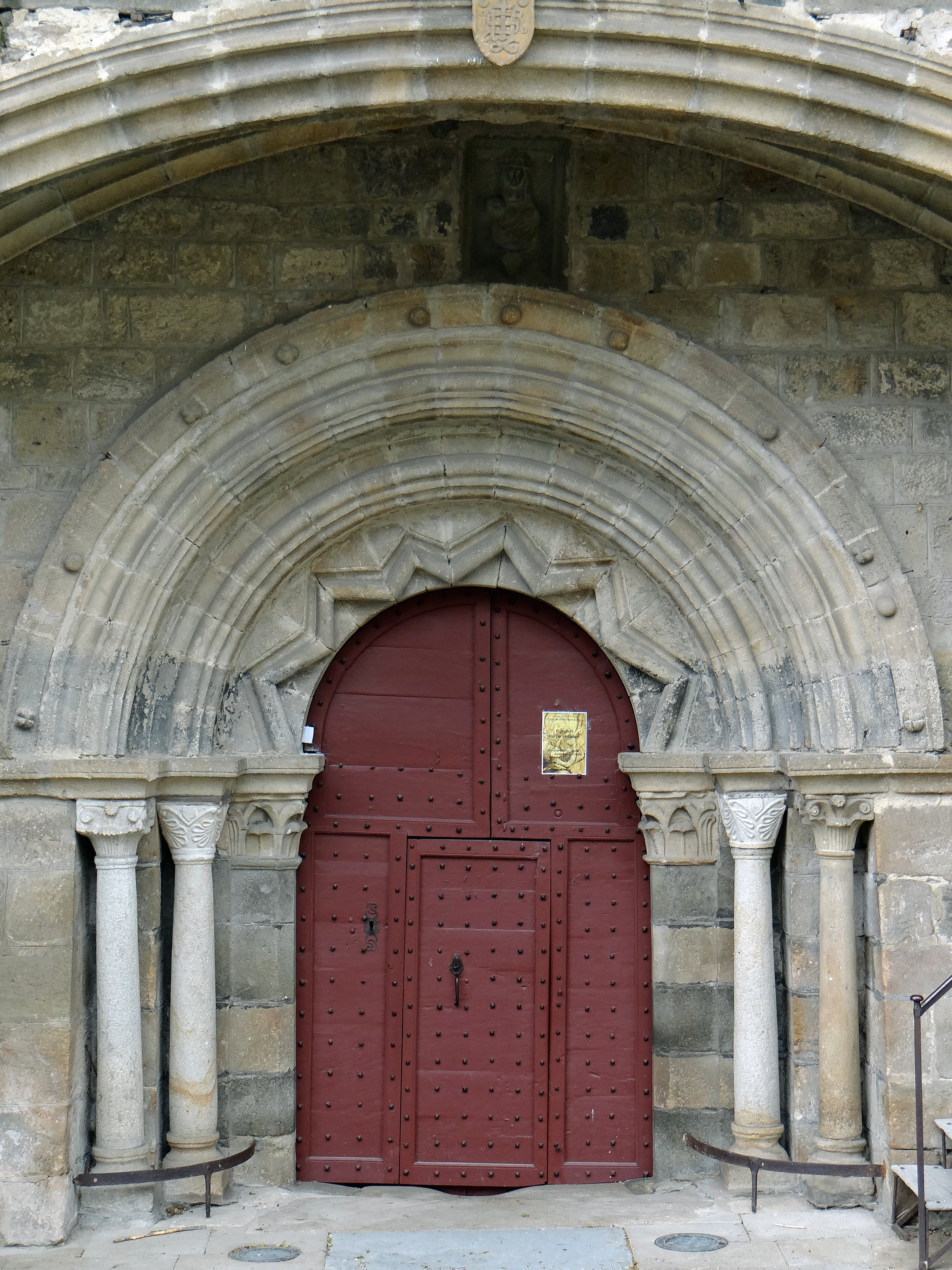
Portail de l'église Saint-Pierre
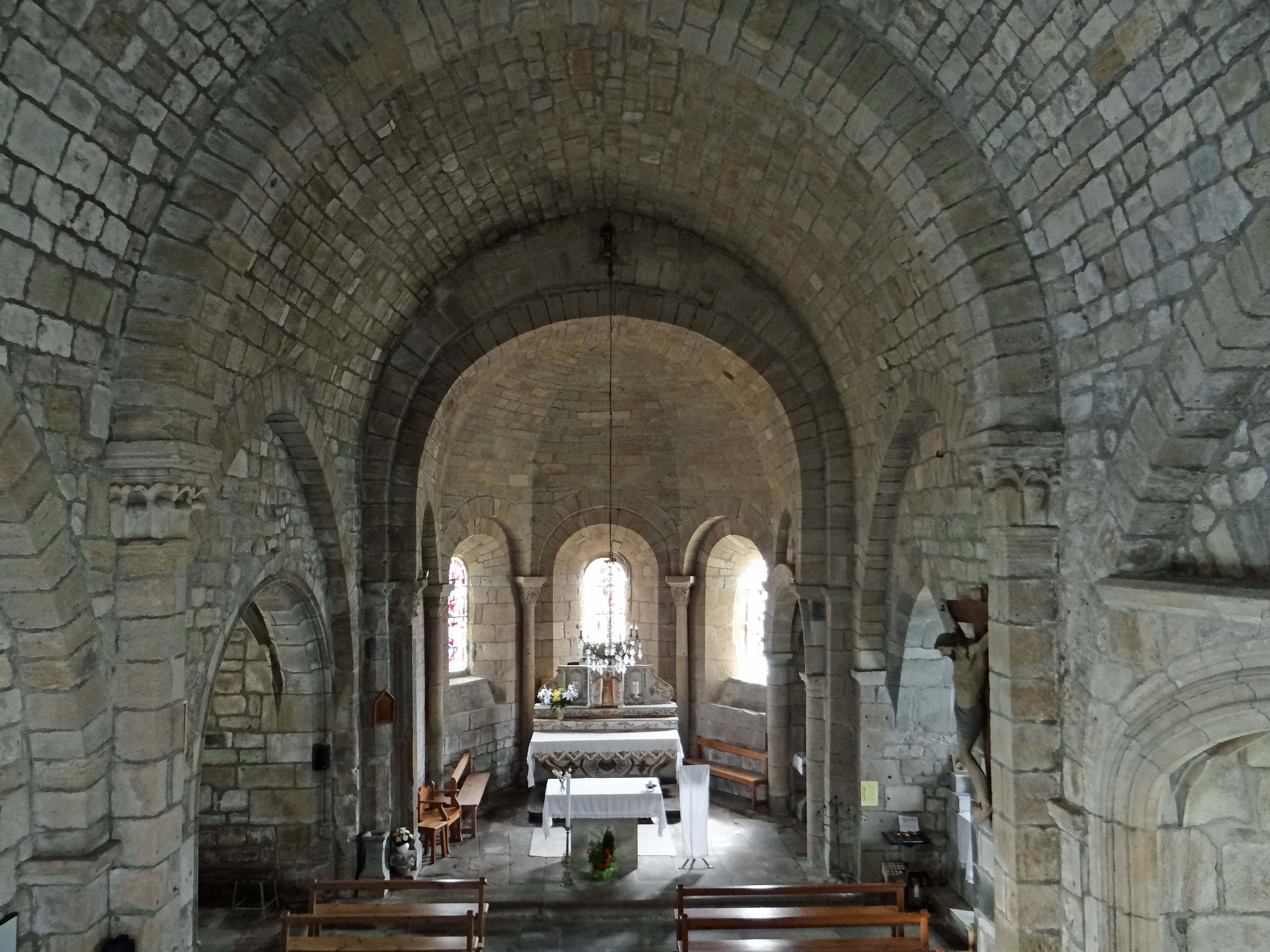
Nef de l'église Saint-Pierre
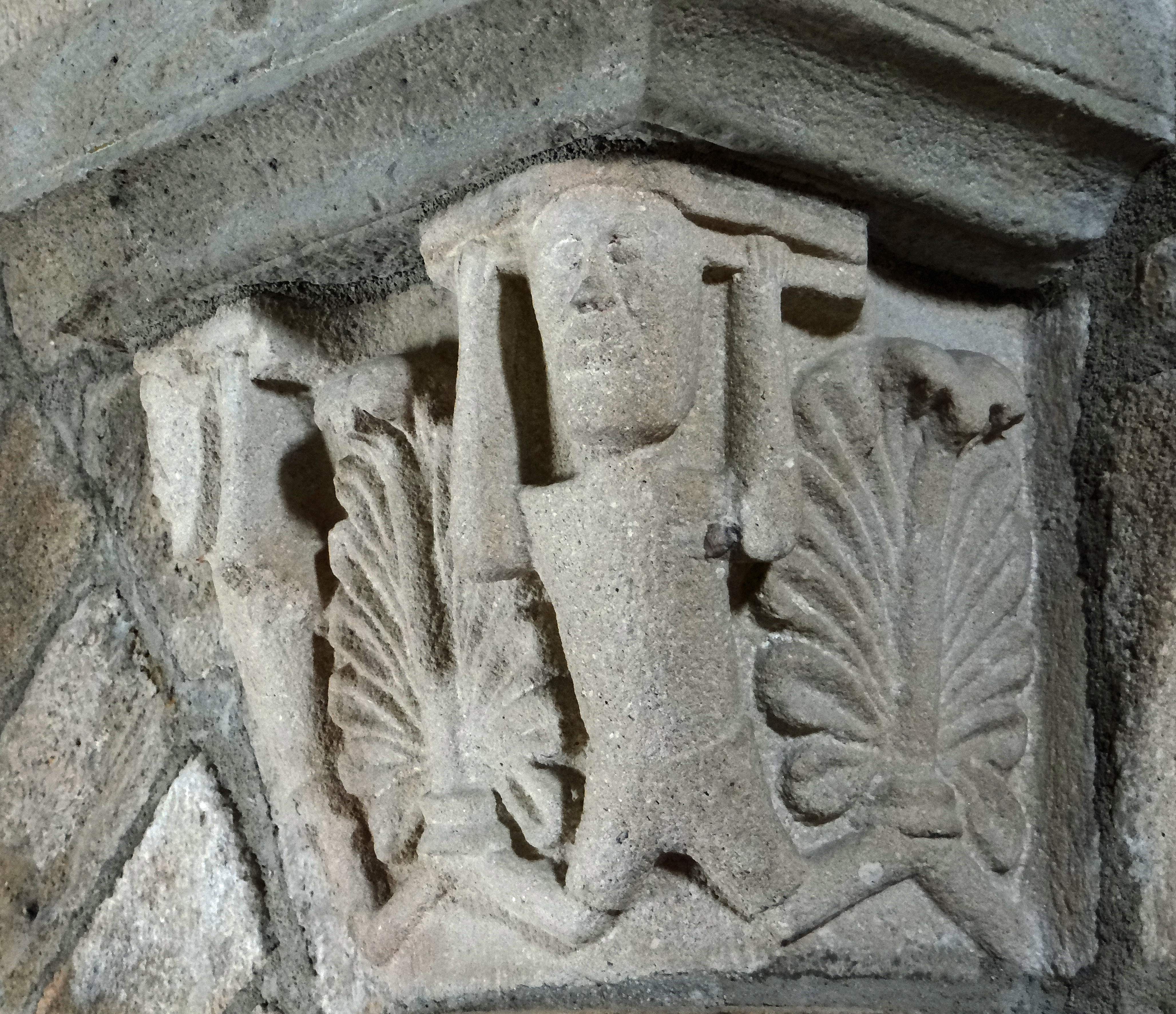
Chapiteau de l'église Saint-Pierre
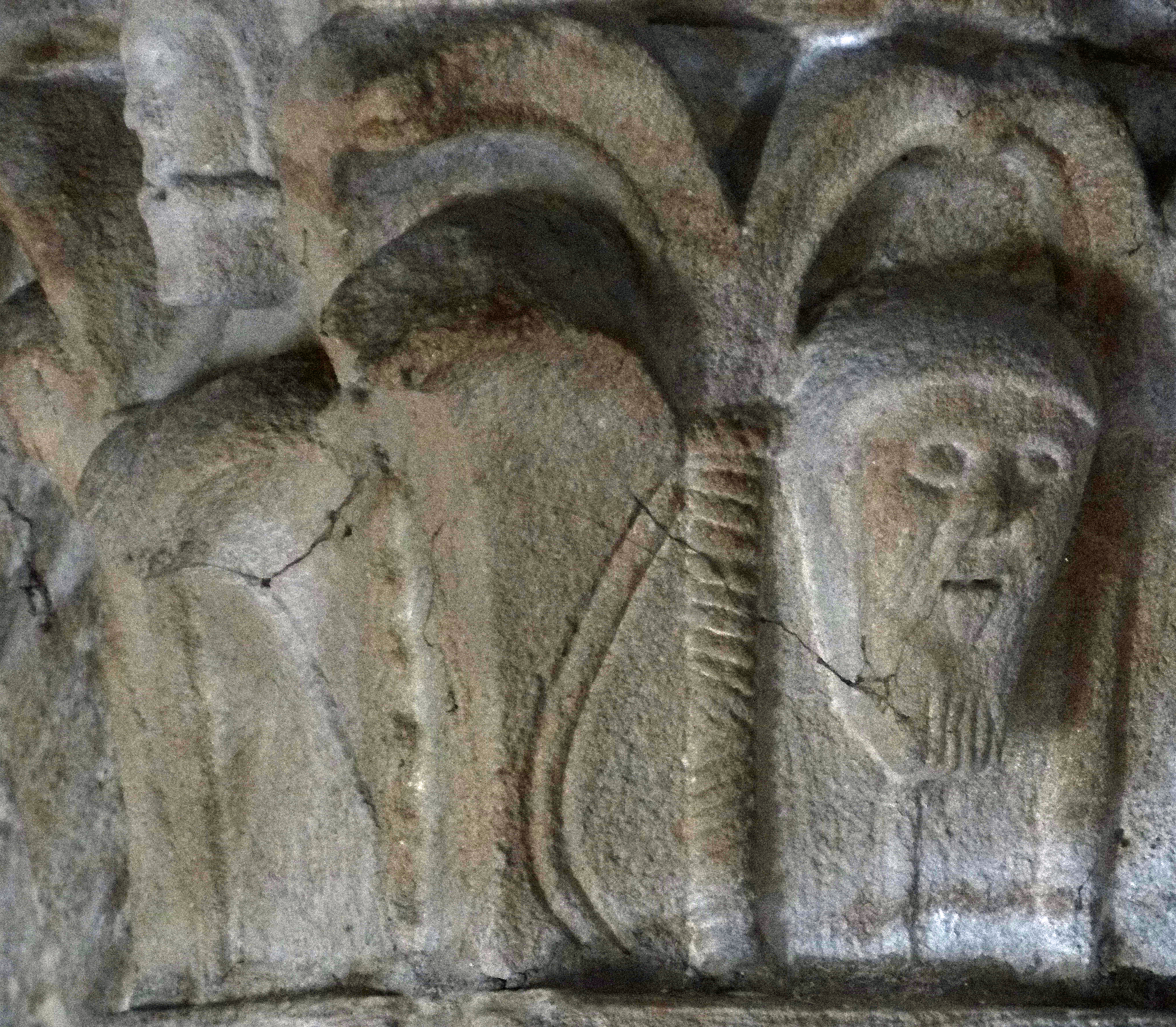
Chapiteau de l'église Saint-Pierre

- L’église Saint-Pierre, que l’on suppose une des plus anciennes du Meygal, aurait été fondée en 1070 par des moines venus de la Chaise-Dieu. L’édifice actuel, construit au XIIe siècle, garde, malgré quelques remaniements aux XIIIe et XVe siècles, son caractère roman. Fait rarissime, s’agissant d’une église romane, le portail d’entrée a été aménagé dans le flanc nord, ce que l’on a tenté d’expliquer par le fait que l’église est abritée au nord par un grand rocher, éperon du mont Plaux (sommet à 1 031 m), qui surplombe le village. La nef, de trois travées, est voûtée en berceau plein-cintre et se termine par une abside polygonale à cinq pans, voûtée en cul-de-four. Dans une chapelle latérale est inhumé l’abbé Perbet, prêtre réfractaire exécuté à la Révolution, à qui les habitants du village attribuaient des guérisons miraculeuses (classée Monument Historique depuis 1907[30]).

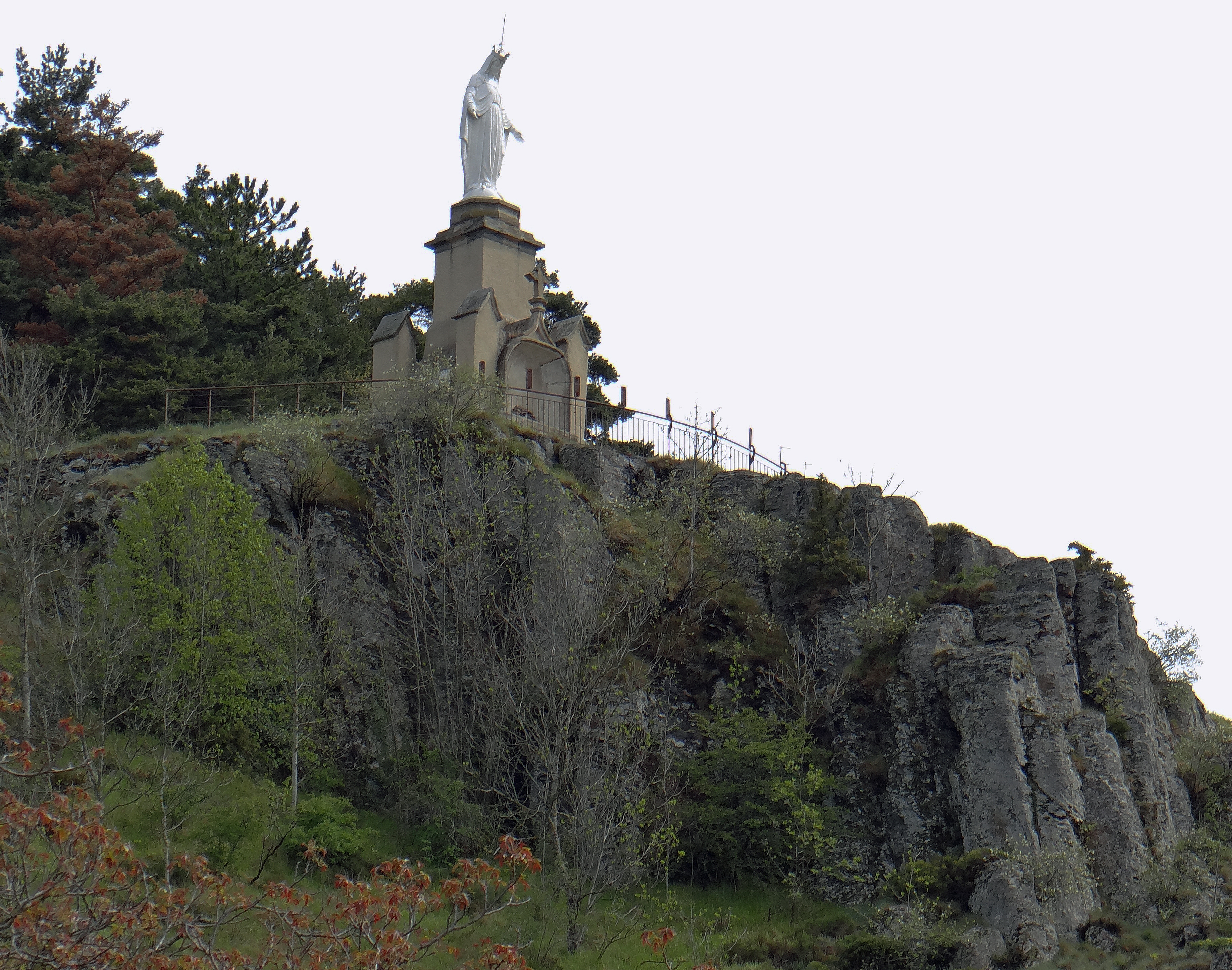
Statue Notre-Dame-des-Miséricordes (vue de l'entrée ouest du Bourg)

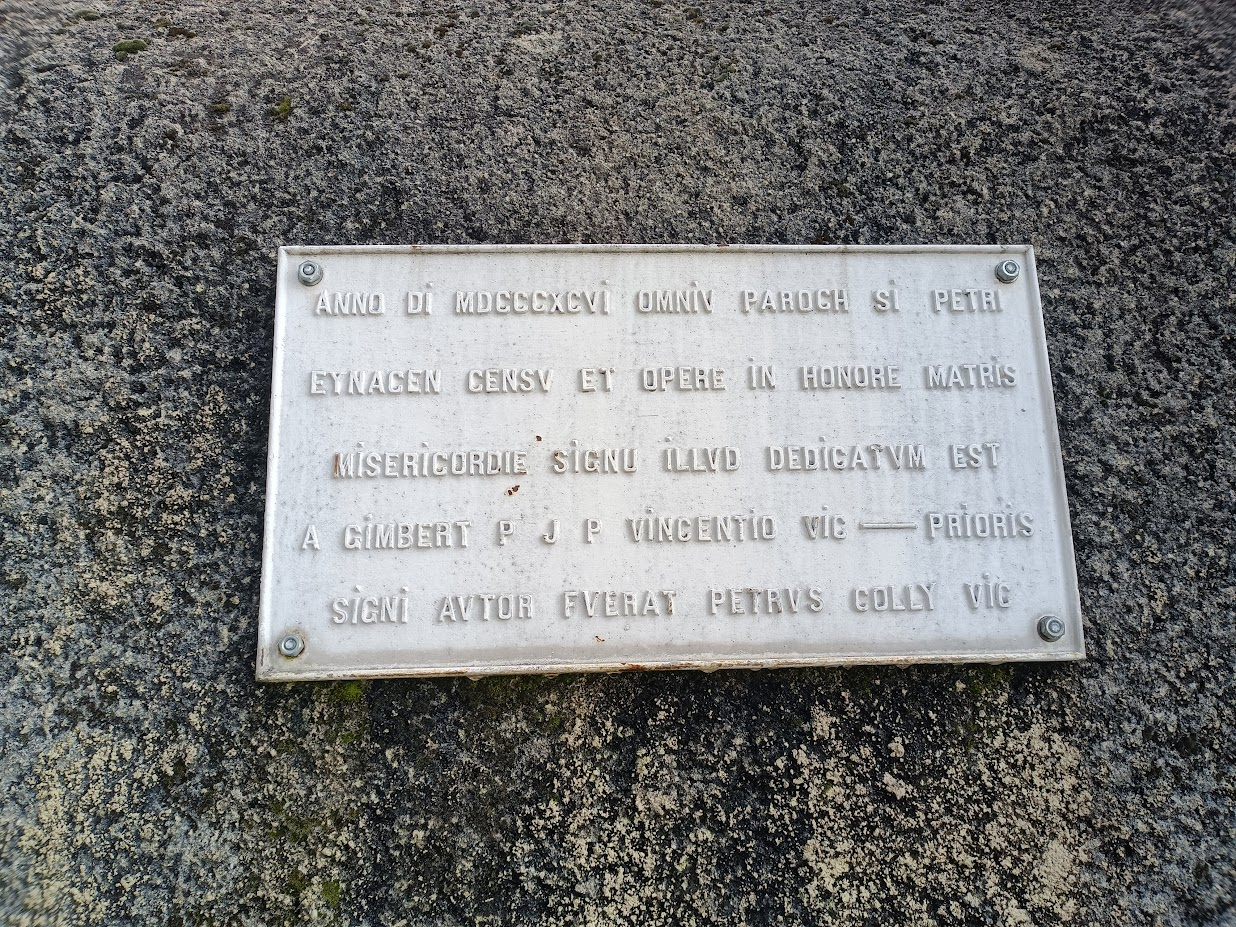
Plaque apposée sur la statue lors de l'inauguration de la Vierge de Saint-Pierre-Eynac

Cette statue fut posée en 1864 sur le rocher dominant le village au nord, prenant la suite de statues construites auparavant en bois. Un pèlerinage annuel y existe encore.
La légende raconte que lors de l'érection de la statue le prêtre de la paroisse voulait être présent. La personne chargée de faire monter la statue sur le surplomb au-dessus du village dirigea ses bœufs pour la montée, mais ceux-ci refusèrent d'avancer. On demanda au prêtre de s'en aller le temps de la montée. En effet, les bœufs refusaient d'avancer car leur maître ne leur parlait comme il le faisait habituellement. Ce dernier, en effet, n'osait pas jurer devant le prêtre, chose qu'il pût faire une fois ce dernier éloigné. La statue pu ainsi être érigée.

#### Les châteaux de la Commune

##### Château de Bonneville
Édifice classé partiellement au titre des monuments historiques par arrêté du 22 mars 1973. L'un des seuls châteaux encore habité sur la commune.

##### Château de Lardeyrol
Malgré son nom, il est situé de nos jours sur la commune de Saint-Pierre-Eynac.

##### Château d'Eynac

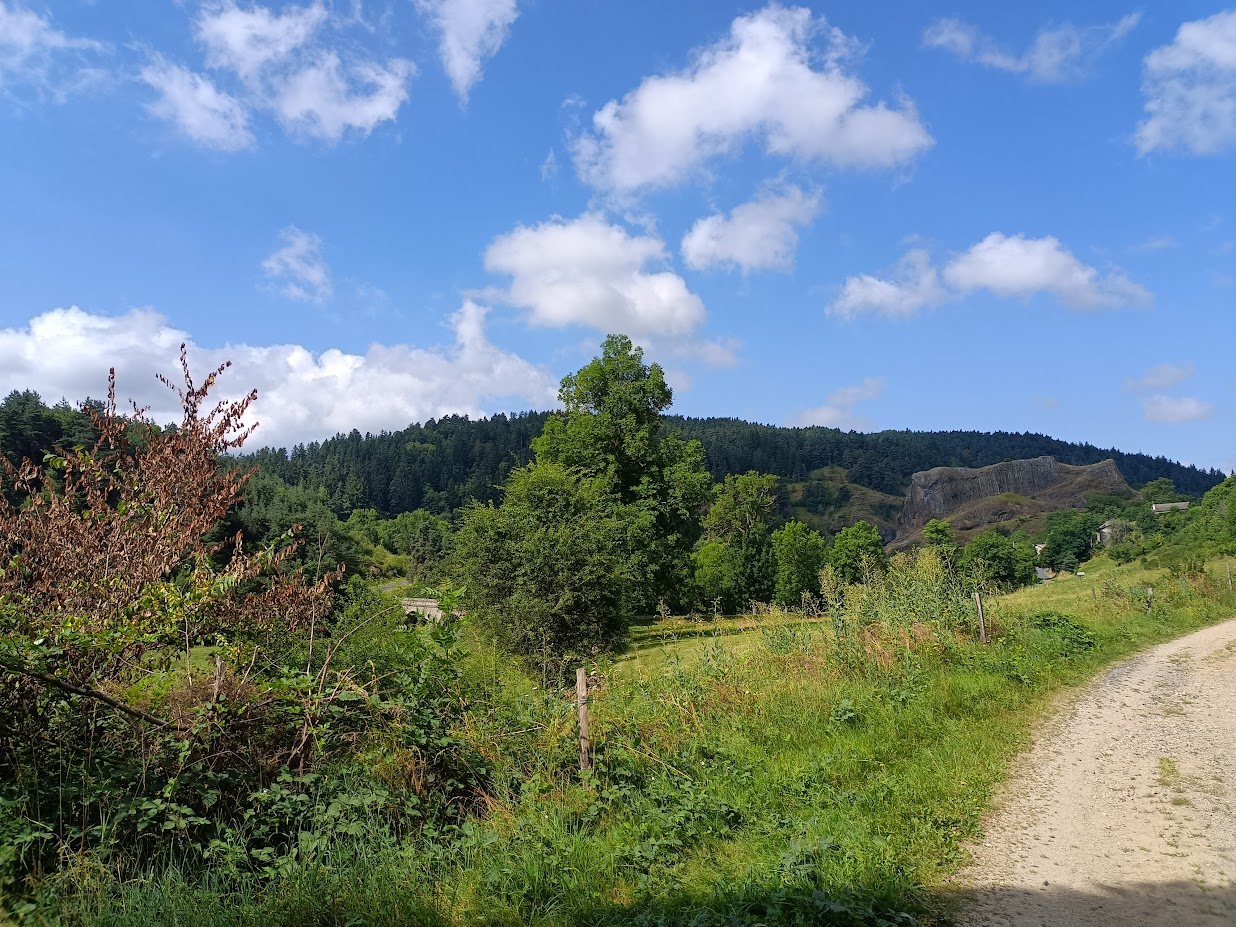
Vue du Rocher d'Eynac et du pont sur la Sumène en août 2024, depuis le chemin de Saint-Jacques-de-Compostelle.

 Ce château, à l'origine simple motte féodale, a été détruit à la Révolution et servait auparavant de passage obligé  pour les marchandises et les hommes à destination du Puy qui s’acquittaient d'un péage.

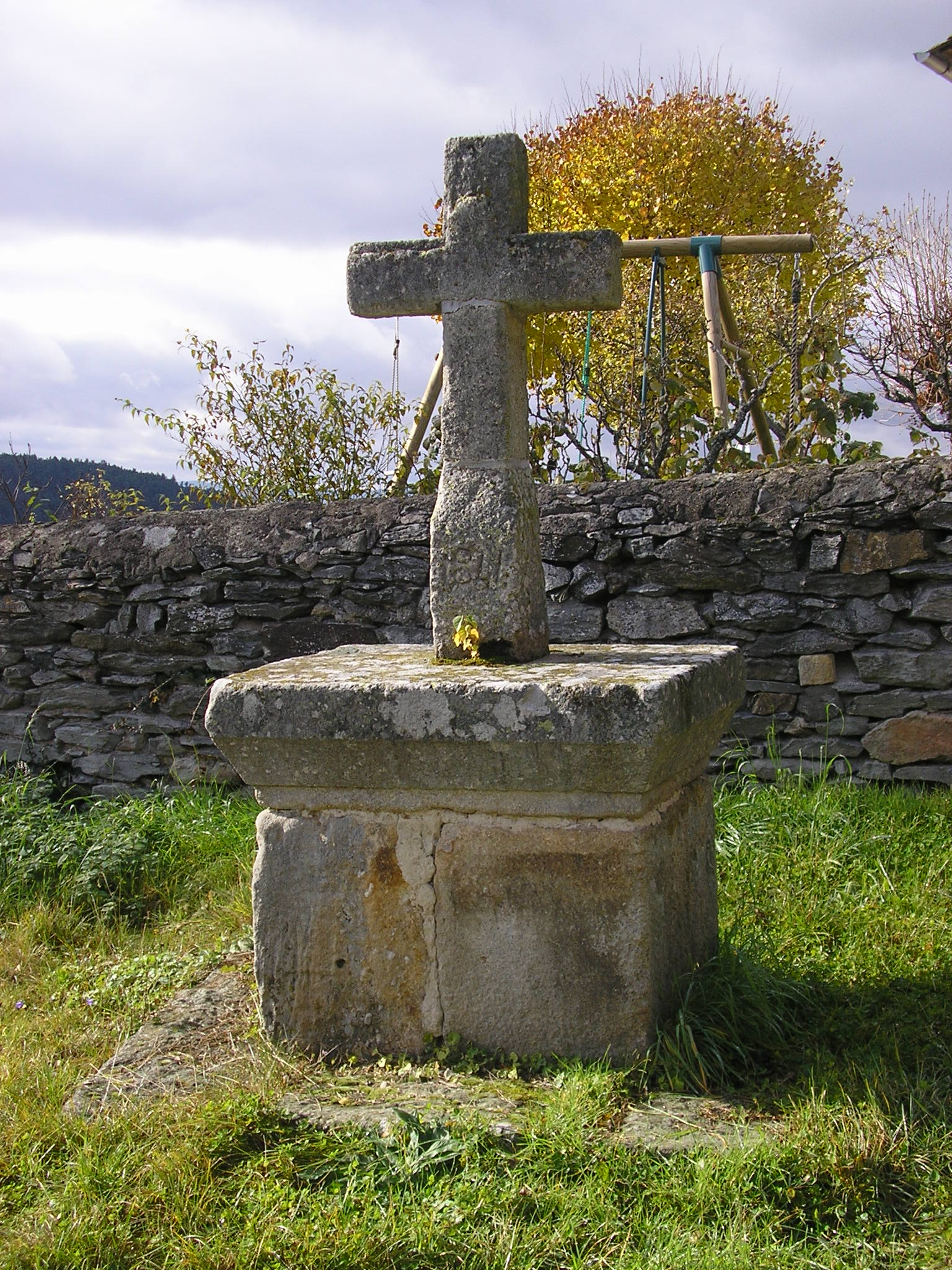
Croix de mission
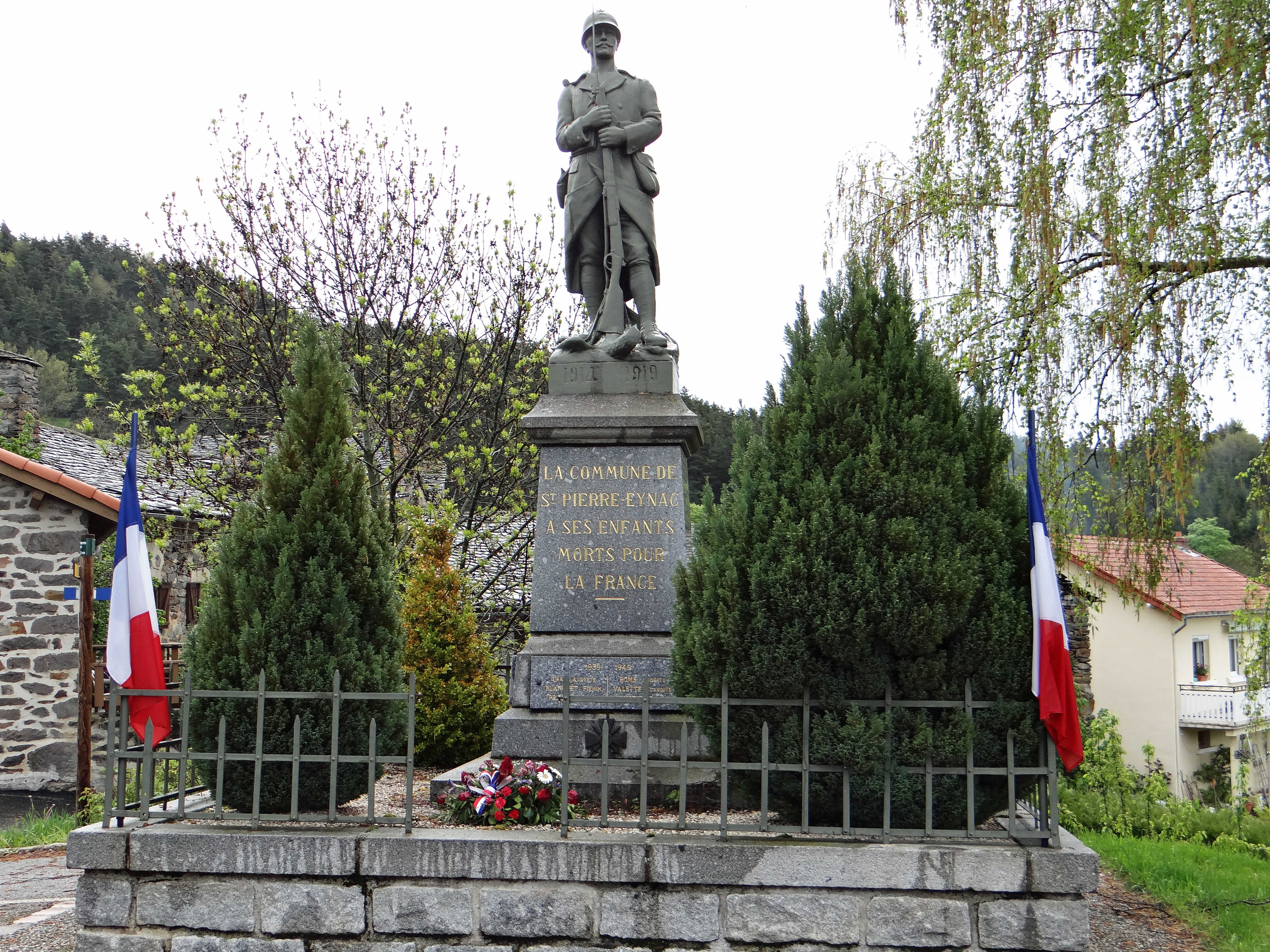
Monument aux morts, situé sur une place, près du chevet de l'église
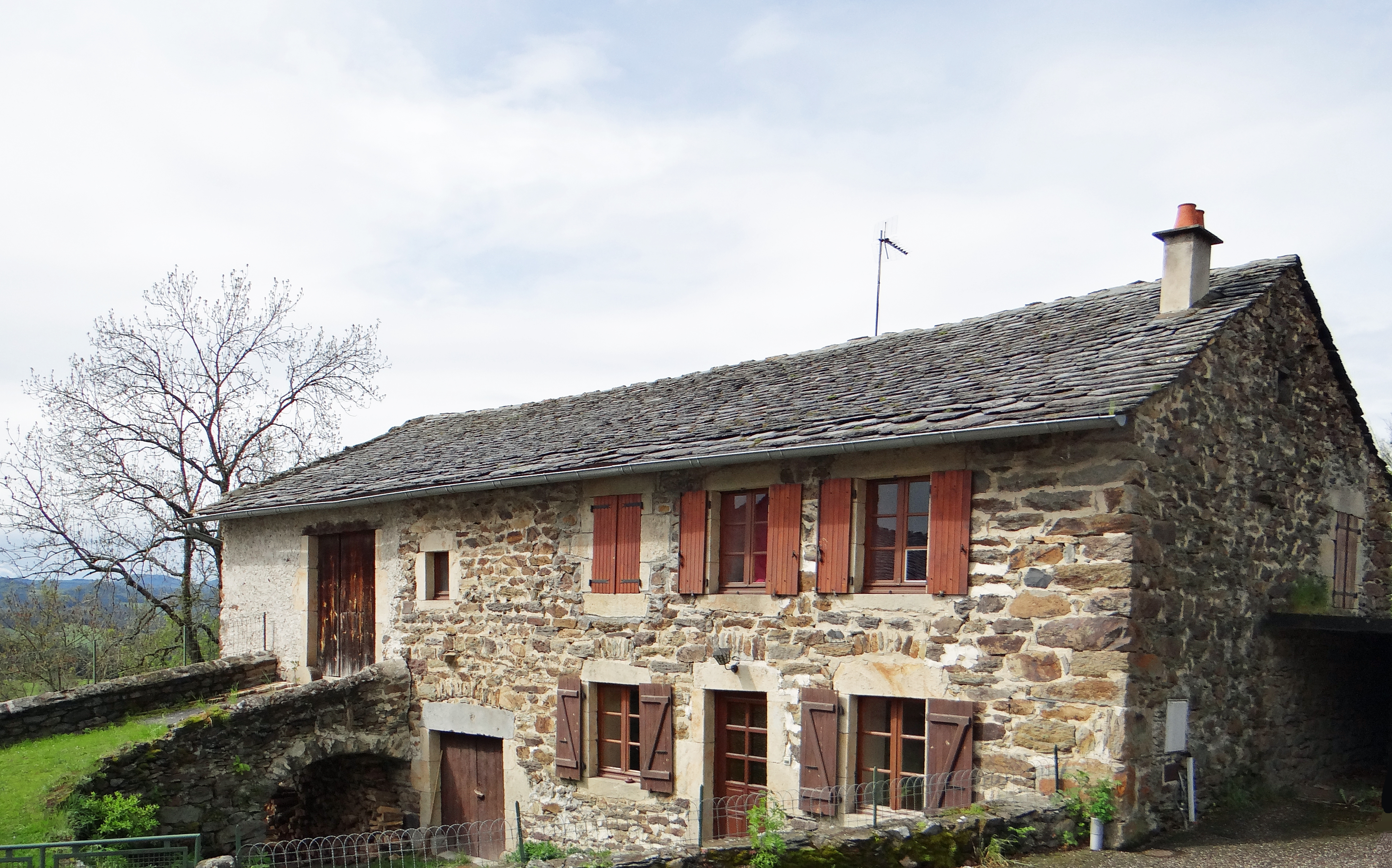
Une maison
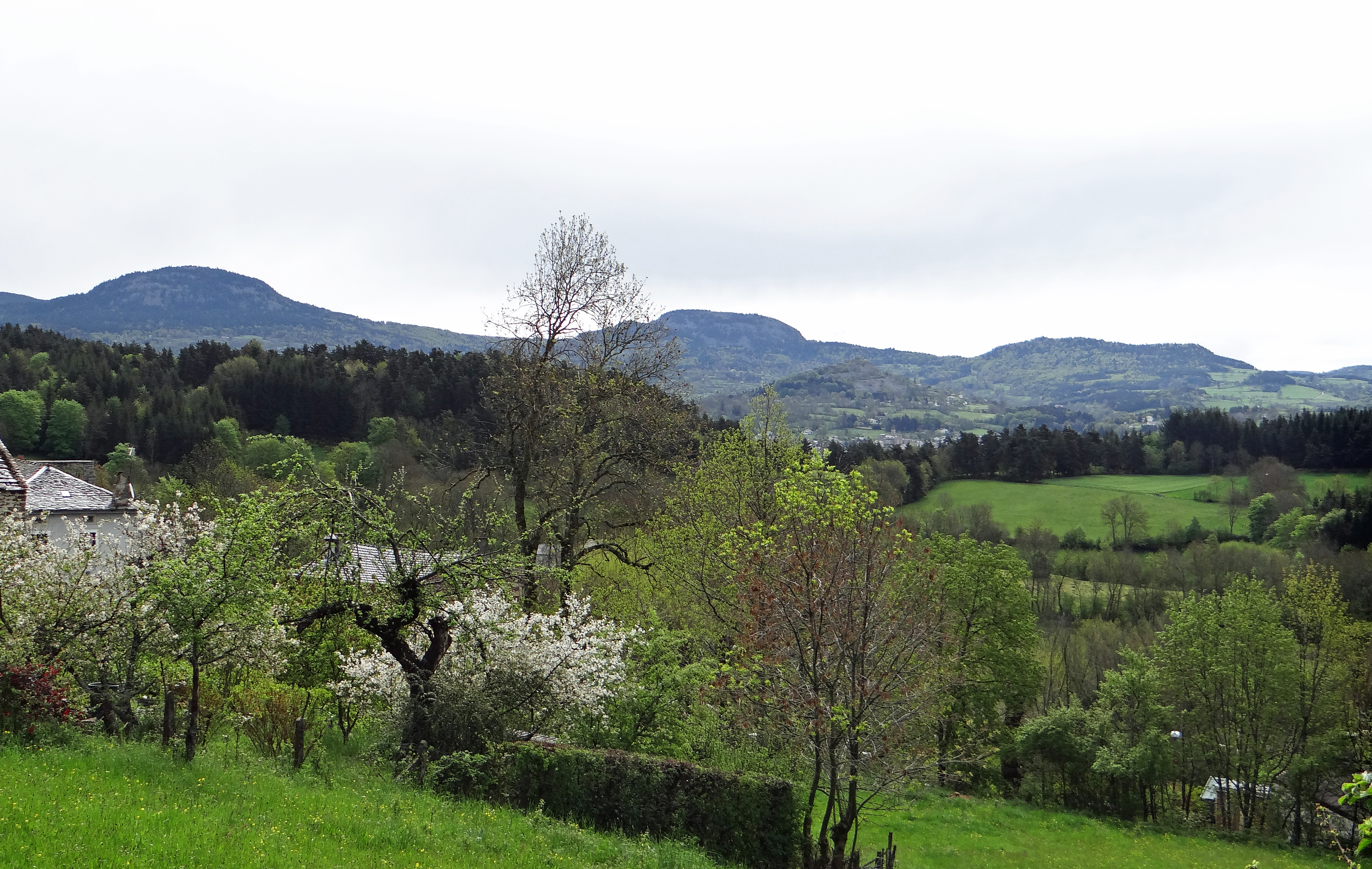
Panorama

- Monument aux morts

Le monument aux morts de Saint-Pierre-Eynac est surmonté de la statue du Poilu écrasant l'aigle allemand (d) réalisée par Charles-Henri Pourquet. La statue est similaire à celle de Belleydoux dans l'Ain et de Bonnières dans le Pas-de-Calais. Le monument est érigé dans l'entre-deux guerres, à proximité de l'église et de la place principale du village, il rappelle le sacrifice des 62 habitants de la commune, mort pour la France. Sur le monument ont été ajoutés les morts de la seconde guerre mondiale et des guerres de décolonisation.

##### Vues de la commune

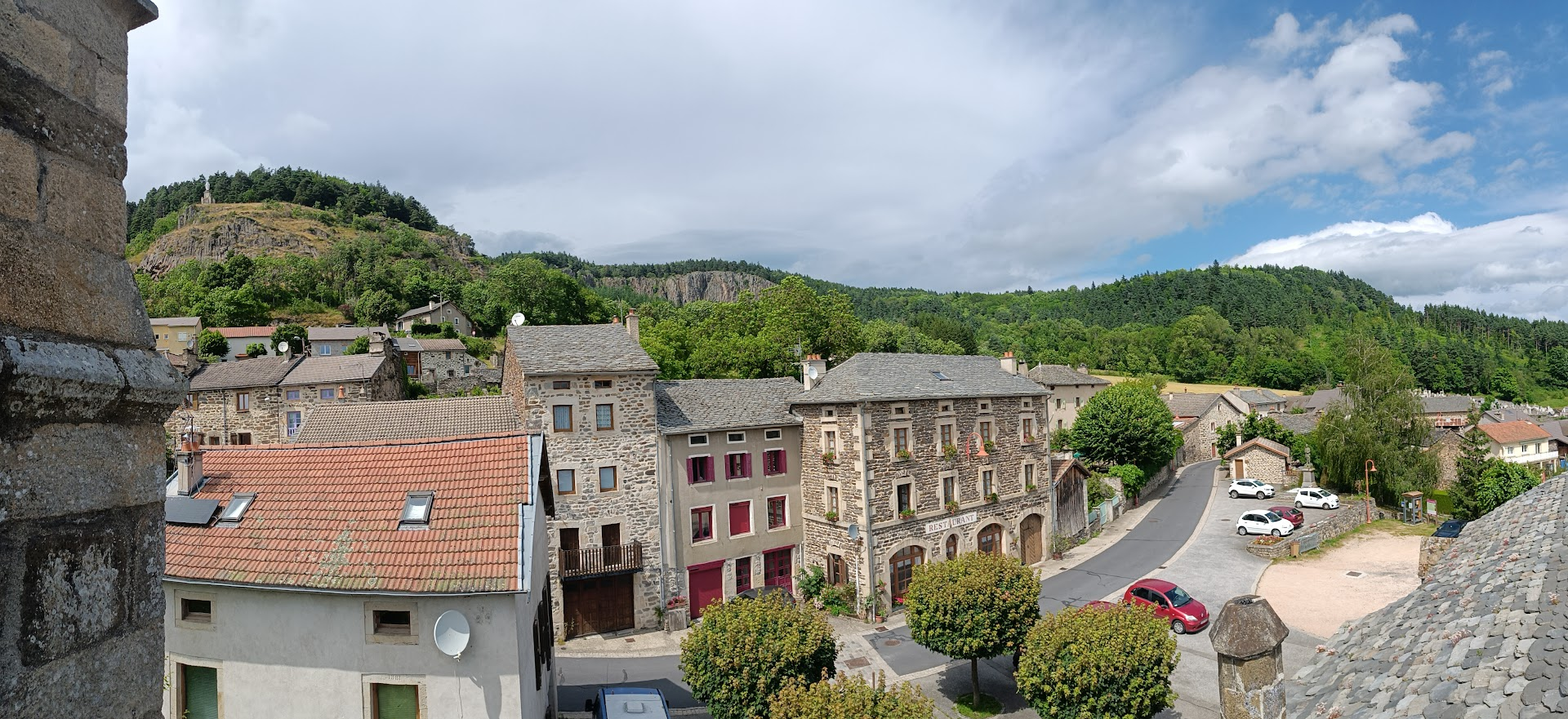
Panorama du Bourg de Saint-Pierre-Eynac (pris du clocher en juillet 2024). À gauche en arrière-plan la Statue Notre-Dame-des-Miséricordes et au centre le cirque de Billère

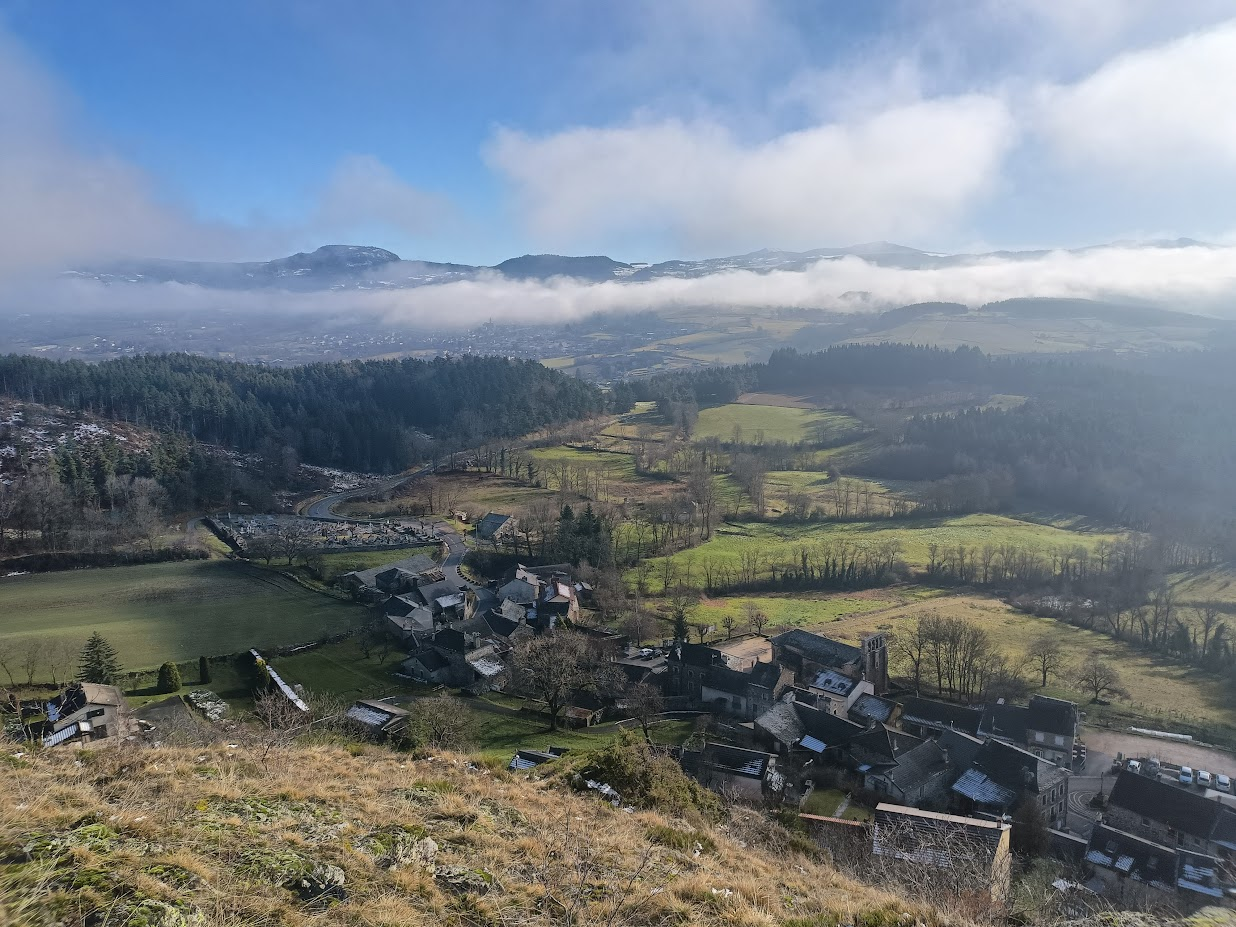
Vue photographique de Saint-Pierre-Eynac depuis la Vierge en surplomb du village, en décembre 2024. En arrière-plan : Saint-Julien Chapteuil

### Personnalités liées à la commune
- Jacques Perbet (1732-1794), ecclésiastique français assassiné sous la Terreur, à Saint-Pierre-Eynac, au lieu-dit La Vigne.